# Bertrana planada
Bertrana planada là một loài nhện trong họ Araneidae.
Loài này thuộc chi Bertrana. Bertrana planada được Herbert Walter Levi miêu tả năm 1989.